# Neobisium mosorense
Espèce
Neobisium mosorense est une espèce de pseudoscorpions de la famille des Neobisiidae.

## Distribution
Cette espèce est endémique de Croatie. Elle se rencontre à Bradarića Staje sur le mont Mosor dans la grotte Koraljna Jama.

## Description
Le mâle holotype mesure 3,26 mm et les femelles de 3,35 à 3,90 mm. Ce pseudoscorpion est anophtalme.

## Étymologie
Son nom d'espèce, composé de mosor et du suffixe latin -ensis, « qui vit dans, qui habite », lui a été donné en référence au lieu de sa découverte, le mont Mosor.

## Publication originale
- Ćurčić, Makarov, Radja, Ćurčić, Ćurčić & Pecelj, 2010 : On three new cave pseudoscorpion species (Pseudoscorpiones, Neobisiidae) from Mt. Mosor, Dalmatia (Croatia). Archives of Biological Sciences, vol. 62, no 3, p. 813-828.